# Зимогляд Ольга Андріївна
Ольга Андріївна Зимогляд (нар. 1917, село Шпитьки, тепер Києво-Святошинського району Київської області — ?) — українська радянська діячка, новатор сільськогосподарського виробництва, парниковод колгоспу «Більшовик» Києво-Святошинського району Київської області. Депутат Верховної Ради УРСР 2-го скликання.

## Життєпис
Народилася у селянській родині. Закінчила неповну середню школу.
З 1936 року працювала ланковою у колгоспі «Більшовик» села Шпитьки Києво-Святошинського району Київської області. У 1938 році виростила на кожному гектарі більше як по 600 центнерів капусти. 
Член ВКП(б) з 1939 року.
З 1940 до 1941 року навчалася у Переяславській сільськогосподарській школі Київської області.
Під час німецько-радянської війни перебувала в евакуації, працювала робітницею та завідувачем тваринницької ферми радгоспу Джамбульської області Казахської РСР.
З 1944 року — бригадир городньої бригади, а з 1946 року — парниковод колгоспу «Більшовик» села Шпитьки Києво-Святошинського району Київської області. Обиралася секретарем партійної організації колгоспу «Більшовик», членом пленуму Києво-Святошинського районного комітету КП(б)У, депутатом Києво-Святошинської районної ради Київської області.

## Нагороди
- ордени
- медаль «За доблесну працю у Великій Вітчизняній війні 1941—1945 років»
- Велика срібна медаль Всесоюзної сільськогосподарської виставки (1938)
- медалі